# Ares Galaxy
Ares Galaxy è un programma p2p (Peer2peer) per la condivisione di file di tutti i tipi, comprese immagini, software, file audio e video e documenti vari. Tra le sue funzioni c'è una chat room interattiva. Il programma ha anche un browser integrato e un player multimediale (che supporta SHOUTcast) con possibilità di creare playlists. Ares inoltre è completamente open source e scritto in Debian Kylix e privo di spyware e adware.

## Il network
Ares è nato nel 2002 come un client con il compito di utilizzare la rete Gnutella.
Successivamente, sei mesi dopo, venne creata una rete propria (Ares Network), con un'architettura basata su supernodi.
Tempo fa la rete era praticamente libera da fake (file con falsi nomi), ma con l'aumento della sua popolarità (e quindi delle attenzioni delle compagnie come MediaDefender) il loro numero è aumentato.
Dalla versione 1.9.4 in Ares è stato aggiunto un supporto base al protocollo BitTorrent.

## Programmi alternativi
Esistono vari programmi che includono il supporto alla stessa rete di Ares:
- I client che usano il backend giFT, come Poisoned, per Mac OS X, e KCeasy, per Windows, si connettono all'Ares Network, oltre che a Gnutella e OpenFT.
- Warez P2P, anche se lo sviluppo di una versione compatibile con Ares è terminato.
- FileCroc, si connette alla rete Ares e alla rete BitTorrent.
- IGotcha!, si connette alla rete Ares chat ed è stata progettata per Mac OS X.